# ノーミーチ
ノーミーチ（漢字表記：糯米糍、英字表記：Lo mai chiまたは nuomici)とは、乾燥したココナッツを表面にまぶした餅である
中国とりわけ香港で親しまれているほか、中国国外の中華街でもよく売られている。
英語圏ではglutinous rice dumplingとも呼ばれている。
もち米でできた皮の中に餡が入っており、その中身は砂糖とココナッツや、砕いたピーナッツ、小豆や黒ゴマなどが一般的である。